# Museo del Club Sport Emelec
El Museo del Club Sport Emelec se encuentra ubicado en el sector del Puerto Santa Ana, es un museo temático de fútbol dedicado a la historia del equipo guayaquileño Emelec.

## Historia
Fue creado el 28 de abril de 2015, como parte de las celebraciones por el aniversario número 86 de la fundación de Emelec. Y presenta un recorrido por la historia de la institución.

## Objetos en exposición

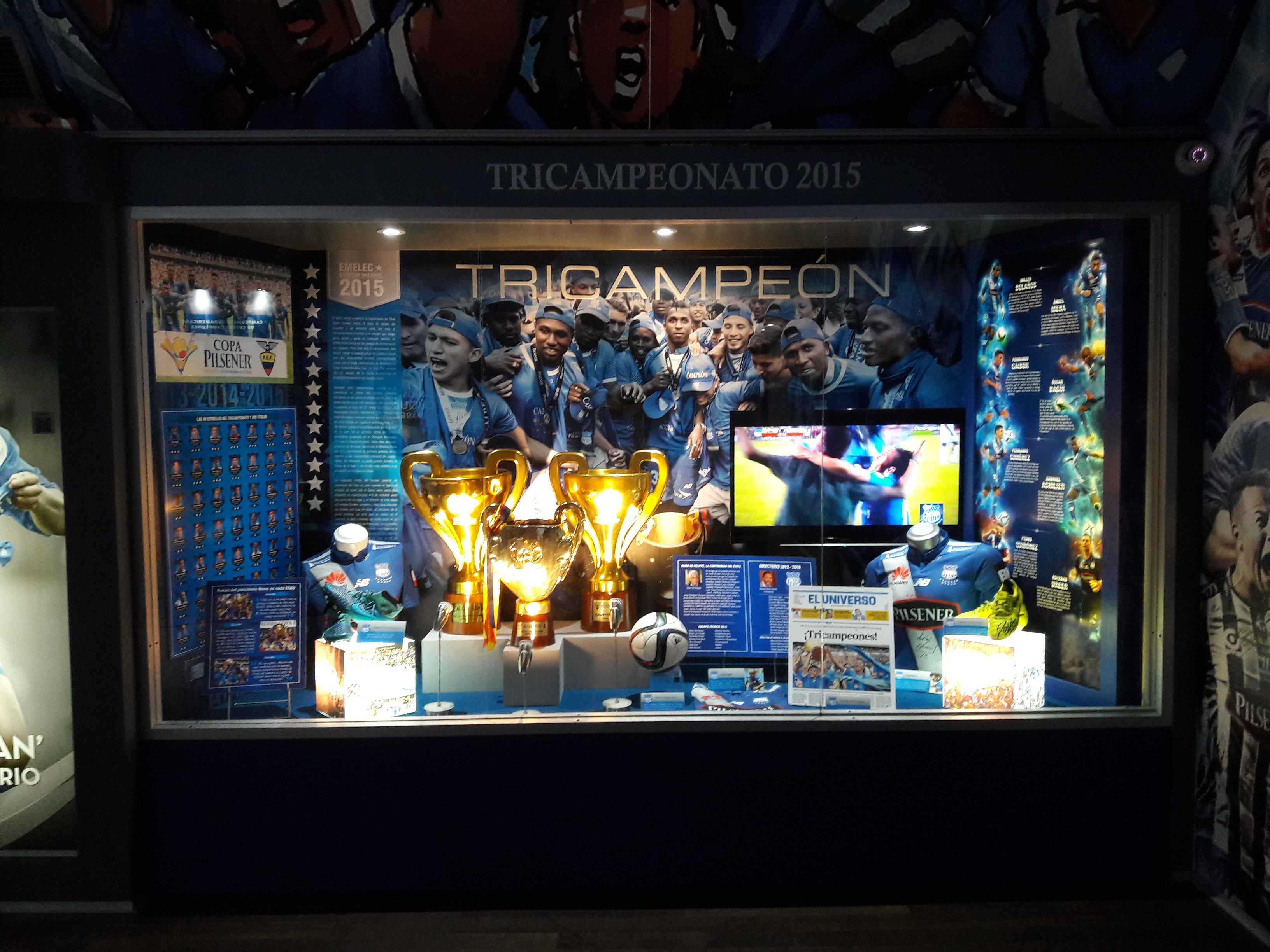

Como uno de sus atractivos presenta una estatua de cera del fundador George Lewis Capwell. Una camiseta réplica de la primera camiseta que uso en los torneos, objetos personales de los jugadores ligados a la historia del equipo, y un área en el que se muestran todos los trofeos de los campeonatos ganados.